# José Ignacio Peralta
José Ignacio Peralta Sánchez  (Colima, Colima, México; 1 de octubre de 1970) es un político, funcionario, economista y académico mexicano originario de la ciudad de Colima, Colima.
Licenciado en Economía por el Instituto Tecnológico Autónomo de México (ITAM), cédula expedida en 1997. Cursó también una Maestría en Economía (M.A. in Economics) en la Universidad de Essex, Reino Unido. Ha participado en diversos cursos y seminarios organizados por distintas universidades a nivel Internacional, así como por prestigiosas instituciones financieras de países como Suiza, Estados Unidos y Reino Unido, entre otros.

## Formación
Comenzó su carrera universitaria en el ITAM en 1989 y hasta 1993.[cita requerida] Su experiencia profesional lo ha llevado a desempeñarse en las áreas de análisis e investigación económica del Centro de Estudios de Competitividad (CEC) del ITAM, además de desarrollar diversos proyectos para el Departamento del Distrito Federal, la Secretaría de Hacienda y Crédito Público, así como el Gobierno del Estado de Sinaloa. Posteriormente se desempeña también como asesor en materia económica en la Secretaría de Educación Pública.
Ingresó en el Banco de México en 1993, donde laboró como Subgerente de Cambios Internacionales y Metales (1998-2002), así como Subgerente de Cambios Nacionales de la división Cambios y Política Económica (2002-2003).
Inicia su Maestría en Economía por la Universidad de Essex en el Reino Unido en 1996. Posteriormente, del 2004 al 2009 fue titular de la Secretaría de Fomento Económico del Gobierno del Estado de Colima, entre los que destaca el proyecto de la Terminal de Almacenamiento y Regasificación de Gas Natural en Manzanillo, Colima.

## Ámbito académico
En el ámbito académico, ha participado en diversos cursos y seminarios organizados por distintas universidades a nivel Internacional, así como por prestigiosas instituciones financieras de países como Suiza, Estados Unidos y Reino Unido, entre otros.
Se ha desempeñado como profesor de Macroeconomía, Teoría Monetaria y Política Monetaria de la Facultad de Economía de la Universidad de Colima (UCOL), y profesor de Finanzas Públicas, maestría en Administración Pública, CIDE. También fue asistente de profesor, Introducción a Econometría de la Facultad de Ciencias de la UNAM.
En 2010 fue reconocido en el Foro Económico Mundial (WEF) como Joven Líder Global (YGL) clase 2010.

## Ámbito político
En el ámbito público, ha sido secretario de Fomento Económico en el Estado de Colima (2004-2009). En abril de 2009, se postula como candidato a la alcaldía del municipio de Colima para el período 2009-2012, resultando ganador en las elecciones, por lo que tomó protesta el día 15 de octubre de 2009.
En septiembre de 2012, fue designado Coordinador de Proyectos Especiales del Equipo de Transición del Presidente Electo de los Estados Unidos Mexicanos, Lic. Enrique Peña Nieto. Asimismo, de diciembre de 2012 al 30 de enero de 2015, tuvo la responsabilidad de desempeñarse como Subsecretario de Comunicaciones de la Secretaría de Comunicaciones y Transportes (SCT) del Gobierno de la República.
Fue Gobernador del Estado de Colima, postulado como parte de la coalición PRI, Partido Verde Ecologista de México (PVEM), Partido Nueva Alianza (PANAL), y Partido del Trabajo (PT).[cita requerida]